# Odontoloma pusillum
Odontoloma pusillum là một loài bọ cánh cứng trong họ Bọ hung (Scarabaeidae).